# Fussball Club Südtirol 2022-2023
Questa voce raccoglie le informazioni riguardanti il Fussball Club Südtirol nelle competizioni ufficiali della stagione 2022-2023.

## Stagione
Grazie alla vittoria nel campionato di Serie C 2021-2022 girone A, il Südtirol ottiene la prima storica promozione in Serie B. In questo modo la cadetteria torna ad annoverare un club del Trentino-Alto Adige, a 74 anni di distanza dalla singola apparizione del Bolzano nel campionato 1947-1948, chiuso con un'immediata retrocessione in Serie C. Poiché quella stagione fu disputata con una formula a 3 gironi, il Südtirol diviene altresì la prima squadra della propria regione a prendere parte a un campionato nazionale a girone unico.
La stagione si apre il 10 luglio 2022 con il raduno per il ritiro a Masseria di Racines, in Val Ridanna.
Per quanto concerne la guida tecnica, il tecnico Ivan Javorcic passa al Venezia (che ne paga la clausola rescissoria) insieme a parte dello staff; al suo posto viene ingaggiato Lamberto Zauli dalla Juventus U23. 
La rosa viene parzialmente riallestita nel tentativo di impostare la squadra sul modulo 4-3-3: tra gli acquisti di maggior profilo spicca quello del centrocampista in prestito dalla Juventus Hans Nicolussi Caviglia, mentre tra le cessioni si registrano l'addio del capitano Hannes Fink (che lascia il calcio giocato, passa la fascia a Fabian Tait ed entra in società come dirigente), del capocannoniere all-time dei biancorossi, Manuel Fischnaller (che va alla Fermana), e del centrocampista di lungo corso Alessandro Fabbri (che passa al Trento).
La gestione Zauli si rivela però effimera e improduttiva: il suo tentativo di conferire al Südtirol un gioco propositivo non dà frutti e la squadra viene subito eliminata dalla Coppa Italia per mano della Feralpisalò; a seguito di un'ulteriore prestazione sottotono in amichevole contro una squadra di categoria inferiore (il Mantova) il DS Paolo Bravo decide di rescindere il contratto dell'allenatore, ritenuto inadeguato a condurre i biancorossi in cadetteria. 
Nell'immediato la panchina viene affidata ad interim al viceallenatore Leandro Greco, che usufruisce di una deroga temporanea poiché sprovvisto dell'abilitazione: sotto la sua guida il Südtirol gioca le prime tre partite in Serie B della propria storia, perdendole tutte, sicché a fine agosto gli subentra Pierpaolo Bisoli, che comunque conferma Greco come suo secondo. Il navigato tecnico emiliano, che beneficia tra l'altro dell'innesto last minute dell'esperto difensore Andrea Masiello, reimposta la squadra per giocare col 4-4-2 o col 4-4-1-1 e punta con decisione sulla fisicità della rosa, al fine di trovare solidità difensiva, velocità nelle ripartenze e abilità sulle palle inattive, a scapito di possesso palla (che sotto la sua gestione si attesta sistematicamente su livelli bassissimi) e qualità del gioco.
I frutti si vedono immediatamente: già all'esordio in panchina, Bisoli guida i biancorossi alla prima vittoria in cadetteria (2-1 contro il Pisa), che dà inizio a una serie di 12 risultati utili consecutivi; in tal modo il Südtirol stacca il fondo della graduatoria e aggancia la zona playoff. Al termine del girone d'andata la squadra di Bolzano si posiziona in settima piazza, in un contesto di classifica particolarmente corta.

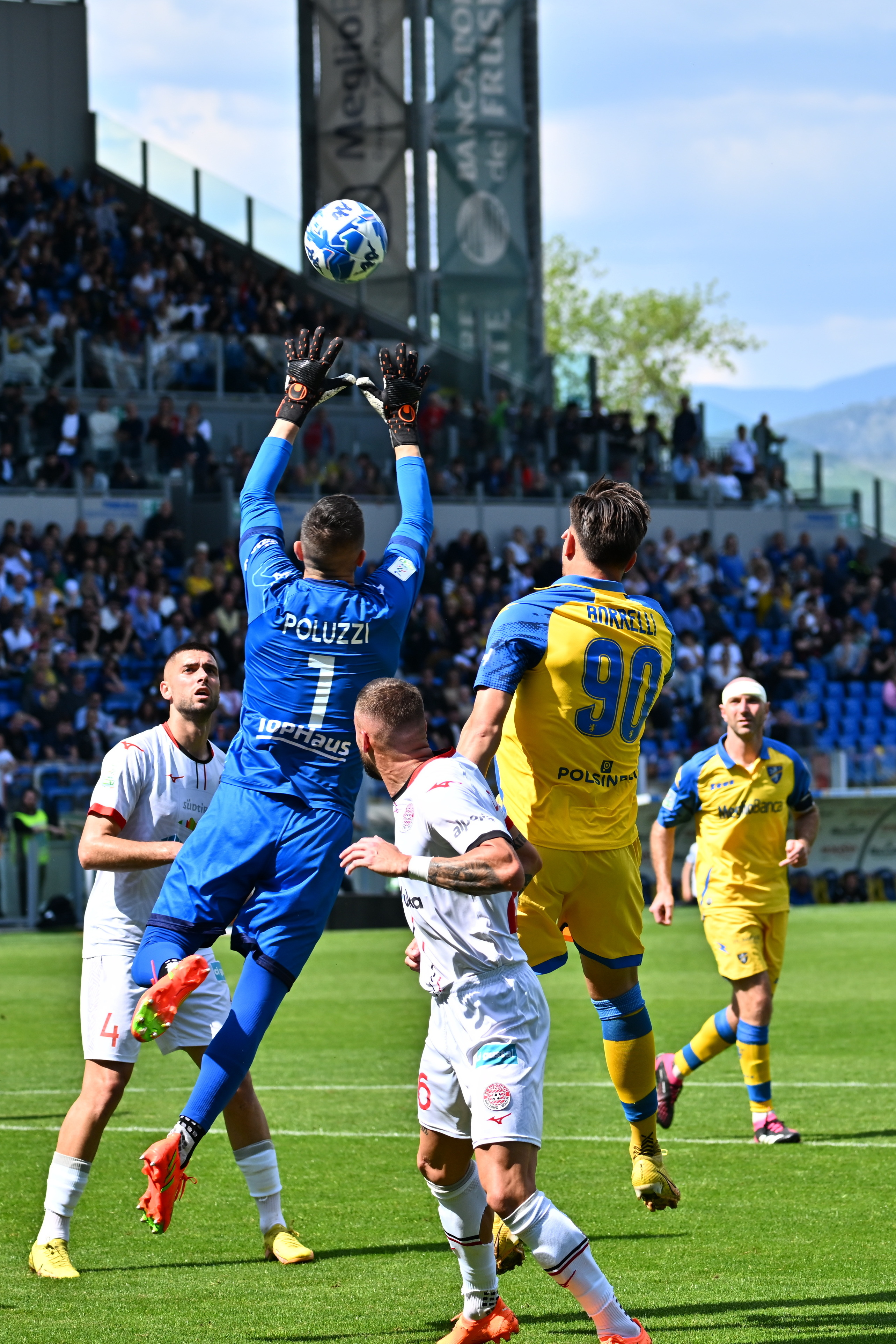
Giacomo Poluzzi para un tiro durante la partita -Südtirol del 22 aprile 2023: i biancorossi, sia all'andata che al ritorno, riescono a fermare i ciociari (poi vincitori del campionato) su risultato di parità

Nella rosa emergono altresì varie individualità, prime fra tutte quelle del centrocampista Hans Nicolussi Caviglia e dell'attaccante Raphael Odogwu. Il primo, reduce da un biennio difficile a causa di gravi infortuni, diviene il riferimento della mediana biancorossa e un risolutore di partite grazie ai propri goal da fuori area; al termine del girone d'andata viene però trasferito, sempre in prestito, alla Salernitana. Il secondo, all'esordio in Serie B a 31 anni dopo una carriera perlopiù tra dilettantismo e basso professionismo, era stato in procinto di lasciare il club nel mercato estivo, salvo poi diventare il primo marcatore altoatesino in cadetteria e successivamente essere confermato in organico per esplicita richiesta di Bisoli, che lo impone come perno del reparto offensivo, ove mette a frutto la propria imponente fisicità per portare la palla verso l'area di rigore superando di forza, ma senza fallo, i difensori, così da liberare spazi per gli inserimenti offensivi dei compagni, oppure per concludere personalmente a rete. Altri giocatori che si mettono in luce sono il portiere Giacomo Poluzzi, che conferma l'affidabilità già dimostrata nel precedente campionato tenendo per 15 volte la rete inviolata, il centrocampista Luca Belardinelli, più volte decisivo in fase di costruzione dell'azione, il difensore Giovanni Zaro, che gioca un totale di 3510 minuti e grazie ai propri inserimenti offensivi diventa il giocatore arretrato con le maggiori percentuali realizzative del campionato, il terzino Alessandro Celli (arrivato nel mercato invernale), che dà sicurezza alla fascia sinistra, il centrale difensivo Marco Curto (a sua volta efficace anche in fase offensiva) e l'attaccante Matteo Rover.
Il rendimento dei biancorossi si mantiene alto anche nel girone di ritorno: centrato con largo anticipo l'obiettivo della salvezza (stabilendo il miglior risultato nella storia del calcio in Trentino-Alto Adige), la squadra consolida la presenza in zona play-off con un ulteriore filotto di 12 risultati utili consecutivi tra la 20ª e la 31ª giornata. Chiuso il campionato al sesto posto, i bolzanini eliminano la Reggina nel turno preliminare dei play-off, poi vengono eliminati in semifinale dal Bari, che ribalta la sconfitta subita all'andata al Druso (1-0) vincendo per 1-0 in casa e ha la meglio per un migliore piazzamento nella stagione regolare.

## Divise e sponsor
Il fornitore tecnico è Mizuno; per la prima volta dal 1997 lo sponsor principale di maglia non è Duka, che compare comunque sul torso, ma in posizione ribassata. Al di sopra viene infatti inserito, in posizione privilegiata, il "marchio ombrello" di promozione territoriale Südtirol, in virtù del nuovo accordo del valore di 1,2 milioni di euro a stagione stipulato con IDM Alto Adige. Vengono confermati infine TopHaus sul basso dorso, Alperia sulla manica e Ci Gusta sui calzoncini.
La maglia interna è un completo perlopiù bianco: sulla maglia il torso (che presenta una metà decorata da un motivo di righe spezzate ton sur ton) è solcato centralmente da due pinstripes rossa e nera, il colletto è nero con profili rossi, i risvolti delle maniche sono uno rosso e l'altro nero; i pantaloncini presentano sul lato una fascia col medesimo motivo della metà maglia istoriata, mentre i calzettoni sono segnati a mezza altezza da una sottile fascia rosso-nera.
La maglia esterna è completamente viola, con risvolti rossi e righe spezzate bianche e rosse a solcare le maniche e la parte in basso a destra del torso. Nessuna finitura particolare appare sui calzettoni, mentre i calzoncini sulla destra presentano a loro volta il motivo a righe spezzate bianco-rosse.
I portieri hanno poi a disposizione un completo azzurro recante sul torso il disegno a isoipse della carta topografica della zona in cui sorge il FCS Center di Maso Ronco; ciò al fine di celebrare il quinto anniversario dalla sua inaugurazione, avvenuta il 7 aprile 2018.

 
| Casa | Trasferta |

## Organigramma societario
Area amministrativa
- Gerhard Comper - Presidente
- Walter Pardatscher - Vicepresidente
- Carlo Costa - Vicepresidente
- Dietmar Pfeifer - Amministratore delegato
- Hans Krapf - Consigliere
- Federico Merola - Consigliere
- Werner Gamper - Consigliere
- Reinhold Eisenstecken - Consigliere e presidente FCD Alto Adige
- Markus Kuntner - Presidente collegio sindacale
- Stefano Parolin - Sindaco
- Hannes Pircher - Sindaco
- Giovanni Polonioli - Commissario alla vigilanza
- Paolo Bravo - Direttore sportivo
- Hannes Fischnaller - Direttore operativo
- Gianluca Leonardi - Responsabile amministrativo
- Verena Pattis - Segreteria organizzativa
- Daniele Magagnin - Responsabile comunicazione
- Manuel Insam - Responsabile comunicazione
- Christiane Ruedl - Area marketing
- Iris Scremin - Grafica e design
- Lorenzo Buzzi - Delegato alla sicurezza, stadio e biglietteria
- Emilio Bordoni - Responsabile eventi e service liaison officer
- Alessia Prada - Area amministrativa
- Hannes Fink - Area sportiva
- Samuele Donati - Area sportiva
- Alex Schraffl - Responsabile settore giovanile
- Dino Ciresa - Coordinatore tecnico attività di base
- Daniel Ochner - Responsabile scuola calcio
- Marco Insam - Responsabile settore femminile

Area tecnica
- Pierpaolo Bisoli - Allenatore[21]
- Leandro Greco - Allenatore in seconda
- Mattia Marchi - Collaboratore tecnico
- Andrea Arpili - Preparatore atletico
- Nazareno Petrichiutto - Preparatore atletico
- Massimo Marini - Preparatore dei portieri
- Salvatore Misiano - Preparatore dei portieri
- Lorenzo Vagnini - Analista video-tattico
- Emiliano Bertoluzza - Team manager
- Marco Sabato - Osservatore

Area sanitaria
- Marco Cassago - Responsabile sanitario
- Mario Endrizzi - Medico sociale
- Luca Franzoi - Recupero infortuni
- Gabriele Vanzetta - Fisioterapista

Altri
- Norberto Bizzo - Magazziniere
- Luca Palmino - Magazziniere
- Gabriella Paiatto - Magazziniere

## Rosa
In corsivo i calciatori ceduti a stagione iniziata. Aggiornata al 30 gennaio 2023.
| N. |                    | Ruolo | Calciatore              |
| -- | ------------------ | ----- | ----------------------- |
| 1  | Italia (bandiera)  | P     | Giacomo Poluzzi         |
| 3  | Italia (bandiera)  | D     | Alessandro Celli        |
| 4  | Italia (bandiera)  | D     | Marco Curto             |
| 5  | Francia (bandiera) | D     | Kévin Vinetot           |
| 6  | Italia (bandiera)  | D     | Alberto Barison         |
| 6  | Italia (bandiera)  | C     | Luca Fiordilino         |
| 7  | Italia (bandiera)  | A     | Nicholas Siega          |
| 8  | Italia (bandiera)  | A     | Davide Voltan           |
| 8  | Italia (bandiera)  | C     | Gabriel Lunetta         |
| 9  | Italia (bandiera)  | A     | Simone Mazzocchi        |
| 10 | Italia (bandiera)  | A     | Mirko Carretta          |
| 11 | Italia (bandiera)  | D     | Tommaso D'Orazio        |
| 12 | Italia (bandiera)  | P     | Simon Harrasser         |
| 14 | Italia (bandiera)  | C     | Hans Nicolussi Caviglia |
| 14 | Guinea (bandiera)  | A     | Moustapha Cissé         |
| 15 | Italia (bandiera)  | C     | Giovanni Crociata       |
| 16 | Italia (bandiera)  | C     | Luca Belardinelli       |
| 17 | Italia (bandiera)  | A     | Daniele Casiraghi       |

| N. |                      | Ruolo | Calciatore             |
| -- | -------------------- | ----- | ---------------------- |
| 18 | Italia (bandiera)    | A     | Matteo Rover           |
| 19 | Italia (bandiera)    | D     | Giovanni Zaro          |
| 20 | Ghana (bandiera)     | C     | Shaka Mawuli           |
| 21 | Italia (bandiera)    | C     | Fabian Tait (capitano) |
| 22 | Italia (bandiera)    | P     | Alessandro Iacobucci   |
| 23 | Italia (bandiera)    | C     | Marco Pompetti         |
| 24 | Italia (bandiera)    | D     | Simone Davi            |
| 25 | Italia (bandiera)    | P     | Stefano Minelli        |
| 26 | Italia (bandiera)    | D     | Filippo De Col         |
| 31 | Italia (bandiera)    | A     | Michele Marconi        |
| 32 | Argentina (bandiera) | A     | Joaquín Larrivey       |
| 37 | Italia (bandiera)    | A     | Christian Capone       |
| 45 | Italia (bandiera)    | D     | Andrea Giorgini        |
| 55 | Italia (bandiera)    | D     | Andrea Masiello        |
| 88 | Italia (bandiera)    | C     | Andrea Schiavone       |
| 90 | Italia (bandiera)    | A     | Raphael Odogwu         |
| 93 | Italia (bandiera)    | A     | Mattia Sprocati        |
|    | Italia (bandiera)    | C     | Marco Moscati          |

## Calciomercato

### Sessione estiva(dall'1/7 all'1/9)
| Acquisti | Acquisti                | Acquisti    | Acquisti   |
| R.       | Nome                    | da          | Modalità   |
| -------- | ----------------------- | ----------- | ---------- |
| P        | Alessandro Iacobucci    | Pescara     | svincolato |
| D        | Alberto Barison         | Pordenone   | definitivo |
| D        | Tommaso D'Orazio        | Ascoli      | definitivo |
| D        | Andrea Masiello         | Genoa       | svincolato |
| C        | Luca Belardinelli       | Empoli      | prestito   |
| C        | Hans Nicolussi Caviglia | Juventus    | prestito   |
| C        | Marco Pompetti          | Inter       | prestito   |
| A        | Mirko Carretta          | Perugia     | definitivo |
| A        | Michele Marconi         | Alessandria | definitivo |
| A        | Simone Mazzocchi        | Atalanta    | prestito   |
| A        | Mattia Sprocati         | Parma       | definitivo |

| Cessioni | Cessioni            | Cessioni | Cessioni      |
| R.       | Nome                | a        | Modalità      |
| -------- | ------------------- | -------- | ------------- |
| P        | Gabriel Meli        | Empoli   | fine prestito |
| D        | Alessandro Malomo   | Foggia   | definitivo    |
| C        | Marco Beccaro       |          | svincolato    |
| C        | Jérémie Broh        | Palermo  | fine prestito |
| C        | Alessandro Fabbri   | Trento   | svincolato    |
| C        | Hannes Fink         |          | fine carriera |
| C        | Emanuele Gatto      | Ancona   | svincolato    |
| C        | Jonas Heinz         | Torres   | prestito      |
| C        | Ismail H'Maidat     | Como     | fine prestito |
| A        | Michael De Marchi   | Pescara  | fine prestito |
| A        | Francesco Galuppini | Novara   | prestito      |

### Operazioni tra le sessioni
| Cessioni | Cessioni        | Cessioni   | Cessioni                |
| R.       | Nome            | a          | Modalità                |
| -------- | --------------- | ---------- | ----------------------- |
| A        | Mattia Sprocati | svincolato | rescissione consensuale |

### Sessione invernale
| Acquisti | Acquisti         | Acquisti | Acquisti   |
| R.       | Nome             | da       | Modalità   |
| -------- | ---------------- | -------- | ---------- |
| P        | Stefano Minelli  | Cesena   | prestito   |
| D        | Alessandro Celli | Ternana  | prestito   |
| D        | Andrea Giorgini  | Latina   | definitivo |
| C        | Luca Fiordilino  | Venezia  | prestito   |
| C        | Gabriel Lunetta  | Rijeka   | prestito   |
| A        | Moustapha Cissé  | Atalanta | prestito   |
| A        | Joaquín Larrivey | Cosenza  | svincolato |

| Cessioni | Cessioni                | Cessioni     | Cessioni                 |
| R.       | Nome                    | a            | Modalità                 |
| -------- | ----------------------- | ------------ | ------------------------ |
| P        | Alessandro Iacobucci    | L.R. Vicenza | definitivo               |
| D        | Alberto Barison         | Trento       | prestito                 |
| D        | Tommaso D'Orazio        | Cosenza      | prestito                 |
| C        | Hans Nicolussi Caviglia | Juventus     | fine prestito anticipata |
| C        | Giovanni Crociata       | Empoli       | fine prestito anticipata |
| C        | Davide Voltan           | Feralpisalò  | prestito                 |
| A        | Christian Capone        | Atalanta     | fine prestito anticipata |
| A        | Michele Marconi         | Avellino     | definitivo               |

## Risultati

### Serie B

#### Girone di andata
| Arbitro: | Santoro (Messina) |

|                         |           |  |
| Ndoj 37’ F. Bianchi 65’ | Marcatori |  |

| Arbitro: | Baroni (Firenze) |

|            |           |                                 |
| Odogwu 60’ | Marcatori | 83’ Cuisance 90+5’ (aut.) Curto |

| Arbitro: | Rutella (Enna) |

|                                                   |           |  |
| Fabbian 29’ Majer 45+1’ Pierozzi 61’ Lombardi 70’ | Marcatori |  |

| Arbitro: | Pezzuto (Lecce) |

|                              |           |            |
| Rover 35’ (rig.), 62’ (rig.) | Marcatori | 23’ Ioniță |

| Arbitro: | Feliciani (Teramo) |

|  |           |                             |
|  | Marcatori | 79’ Mazzocchi 87’ Casiraghi |

| Arbitro: | Miele (Nola) |

|           |           |             |
| Rover 22’ | Marcatori | 77’ Kornvig |

| Arbitro: | Paterna (Teramo) |

|  |           |            |
|  | Marcatori | 20’ Odogwu |

| Arbitro: | Meraviglia (Pistoia) |

|          |           |                    |
| Zaro 84’ | Marcatori | 39’ (aut.) Poluzzi |

| Arbitro: | Maggioni (Lecco) |

|                |           |                            |
| Melchiorri 50’ | Marcatori | 13’ Mazzocchi 86’ Carretta |

| Arbitro: | Gualtieri (Asti) |

|                        |           |  |
| Nicolussi Caviglia 29’ | Marcatori |  |

| Arbitro: | Dionisi (L'Aquila) |

|                |           |          |
| Meccariello 4’ | Marcatori | 54’ Zaro |

| Arbitro: | Baroni (Firenze) |

|                  |           |                               |
| Odogwu 7’, 90+4’ | Marcatori | 39’ Lapadula 74’ (rig.) Viola |

| Arbitro: | Maggioni (Lecco) |

|                           |           |                     |
| Di Cesare 43’ Salcedo 65’ | Marcatori | 21’ Tait 37’ Odogwu |

| Arbitro: | Prontera (Bologna) |

|                                |           |                           |
| Casiraghi 57’ (rig.) Rover 84’ | Marcatori | 1’ Ciciretti 65’ Caligara |

| Arbitro: | Fourneau (Roma 1) |

|            |           |                 |
| De Col 24’ | Marcatori | 90+5’ Monterisi |

| Arbitro: | Giua (Olbia) |

|                        |           |  |
| Pușcaș 65’ Aramu 90+3’ | Marcatori |  |

| Bolzano 11 dicembre 2022, ore 15:00 CET 17ª giornata | Südtirol           | 0 – 0 referto | Ternana | Stadio Druso (3 376 spett.)\| Arbitro: \| Marcenaro (Genova) \| |
| Arbitro:                                             | Marcenaro (Genova) |               |         |                                                                 |

| Arbitro: | La Penna (Roma 1) |

|  |           |                                     |
|  | Marcatori | 29’ Nicolussi Caviglia 45+1’ Odogwu |

| Arbitro: | Dionisi (L'Aquila) |

|  |           |                           |
|  | Marcatori | 22’ Magnino 81’ Armellino |

#### Girone di ritorno
| Arbitro: | Zufferli (Udine) |

|           |           |  |
| Rover 30’ | Marcatori |  |

| Arbitro: | Gariglio (Pinerolo) |

|  |           |          |
|  | Marcatori | 76’ Tait |

| Arbitro: | Fabbri (Ravenna) |

|                 |           |           |
| Odogwu 36’, 85’ | Marcatori | 42’ Ménez |

| Arbitro: | Piccinini (Forlì) |

|  |           |                  |
|  | Marcatori | 11’ Belardinelli |

| Arbitro: | Santoro (Messina) |

|          |           |                    |
| Zaro 69’ | Marcatori | 90+1’ (rig.) Cerri |

| Cosenza 18 febbraio 2023, ore 14:00 CET 25ª giornata | Cosenza            | 0 – 0 referto | Südtirol | Stadio San Vito-Gigi Marulla (2 735 spett.)\| Arbitro: \| Feliciani (Teramo) \| |
| Arbitro:                                             | Feliciani (Teramo) |               |          |                                                                                 |

| Arbitro: | Fourneau (Roma) |

|          |           |            |
| Cissé 5’ | Marcatori | 48’ Soleri |

| Arbitro: | Ferrieri Caputi (Livorno) |

|  |           |                            |
|  | Marcatori | 12’ Belardinelli 59’ Cissé |

| Arbitro: | Paterna (Teramo) |

|                         |           |                     |
| Mazzocchi 25’ Curto 74’ | Marcatori | 45’ (rig.) Casasola |

| Parma 11 marzo 2023, ore 14:00 CET 29ª giornata | Parma            | 0 – 0 referto | Südtirol | Stadio Ennio Tardini (9 749 spett.)\| Arbitro: \| Zufferli (Udine) \| |
| Arbitro:                                        | Zufferli (Udine) |               |          |                                                                       |

| Arbitro: | Volpi (Arezzo) |

|               |           |  |
| Zaro 25’, 74’ | Marcatori |  |

| Arbitro: | Prontera (Bologna) |

|              |           |                     |
| Lapadula 30’ | Marcatori | 87’ (rig.) Larrivey |

| Arbitro: | Guida (Torre Annunziata) |

|  |           |                  |
|  | Marcatori | 90+3’ Morachioli |

| Arbitro: | Minelli (Varese) |

|                  |           |  |
| Gondo 89’ (rig.) | Marcatori |  |

| Frosinone 22 aprile 2023, ore 14:00 CEST 34ª giornata | Frosinone                 | 0 – 0 referto | Südtirol | Stadio Benito Stirpe (13 733 spett.)\| Arbitro: \| Ferrieri Caputi (Livorno) \| |
| Arbitro:                                              | Ferrieri Caputi (Livorno) |               |          |                                                                                 |

| Bolzano 1º maggio 2023, ore 15:00 CEST 35ª giornata | Südtirol            | 0 – 0 referto | Genoa | Stadio Druso (5 165 spett.)\| Arbitro: \| Di Bello (Brindisi) \| |
| Arbitro:                                            | Di Bello (Brindisi) |               |       |                                                                  |

| Arbitro: | Gualtieri (Asti) |

|  |           |           |
|  | Marcatori | 42’ Curto |

| Arbitro: | Serra (Torino) |

|            |           |               |
| Odogwu 69’ | Marcatori | 47’ Antonucci |

| Arbitro: | Prontera (Bologna) |

|                          |           |          |
| Bonfanti 10’ Magnino 23’ | Marcatori | 54’ Tait |

### Play-off
| Arbitro: | Rapuano (Rimini) |

|               |           |  |
| Casiraghi 89’ | Marcatori |  |

| Arbitro: | Dionisi (L'Aquila) |

|             |           |  |
| Rover 90+2’ | Marcatori |  |

| Arbitro: | Sozza (Seregno) |

|                  |           |  |
| L. Benedetti 70’ | Marcatori |  |

### Coppa Italia

#### Turni eliminatori
| Arbitro: | Zufferli (Udine) |

|            |           |                                 |
| Voltan 55’ | Marcatori | 34’, 49’ Siligardi 52’ Cernigoi |

## Statistiche

### Statistiche di squadra
| Competizione | Punti | In casa | In casa | In casa | In casa | In casa | In casa | In trasferta | In trasferta | In trasferta | In trasferta | In trasferta | In trasferta | Totale | Totale | Totale | Totale | Totale | Totale | DR |
| Competizione | Punti | G       | V       | N       | P       | Gf      | Gs      | G            | V            | N            | P            | Gf           | Gs           | G      | V      | N      | P      | Gf     | Gs     | DR |
| ------------ | ----- | ------- | ------- | ------- | ------- | ------- | ------- | ------------ | ------------ | ------------ | ------------ | ------------ | ------------ | ------ | ------ | ------ | ------ | ------ | ------ | -- |
| Serie B      | 53    | 17      | 6       | 8       | 3       | 20      | 17      | 17           | 7            | 6            | 4            | 15           | 14           | 34     | 13     | 14     | 7      | 35     | 31     | +4 |
| Coppa Italia | -     | 1       | 0       | 0       | 1       | 1       | 3       | 0            | 0            | 0            | 0            | 0            | 0            | 1      | 0      | 0      | 1      | 1      | 3      | -2 |
| Totale       | -     | 17      | 6       | 8       | 4       | 21      | 20      | 17           | 7            | 4            | 4            | 15           | 14           | 35     | 13     | 14     | 8      | 36     | 34     | +2 |

### Andamento in campionato
| Giornata  | 1  | 2  | 3  | 4  | 5  | 6  | 7  | 8  | 9 | 10 | 11 | 12 | 13 | 14 | 15 | 16 | 17 | 18 | 19 | 20 | 21 | 22 | 23 | 24 | 25 | 26 | 27 | 28 | 29 | 30 | 31 | 32 | 33 | 34 | 35 | 36 | 37 | 38 |
| --------- | -- | -- | -- | -- | -- | -- | -- | -- | - | -- | -- | -- | -- | -- | -- | -- | -- | -- | -- | -- | -- | -- | -- | -- | -- | -- | -- | -- | -- | -- | -- | -- | -- | -- | -- | -- | -- | -- |
| Luogo     | T  | C  | T  | C  | T  | C  | T  | C  | T | C  | T  | C  | T  | C  | C  | T  | C  | T  | C  | C  | T  | C  | T  | C  | T  | C  | T  | C  | T  | C  | T  | C  | T  | T  | C  | T  | C  | T  |
| Risultato | P  | P  | P  | V  | V  | N  | V  | N  | V | V  | N  | N  | N  | N  | N  | P  | N  | V  | P  | V  | V  | V  | V  | N  | N  | N  | V  | V  | N  | V  | N  | P  | P  | N  | N  | V  | N  | P  |
| Posizione | 20 | 20 | 20 | 17 | 14 | 13 | 10 | 10 | 9 | 7  | 9  | 9  | 8  | 8  | 8  | 8  | 9  | 7  | 7  | 6  | 5  | 4  | 4  | 4  | 4  | 5  | 4  | 4  | 4  | 3  | 4  | 4  | 4  | 4  | 4  | 4  | 4  | 6  |

Legenda:

Luogo: C = Casa; T = Trasferta. Risultato: V = Vittoria; N = Pareggio; P = Sconfitta.

### Statistiche dei giocatori
In corsivo i giocatori che hanno lasciato la squadra a stagione in corso.
| Giocatore             | Serie B  | Serie B | Serie B     | Serie B    | Coppa Italia | Coppa Italia | Coppa Italia | Coppa Italia | Play-off | Play-off | Play-off    | Play-off   | Totale   | Totale | Totale      | Totale     |
| Giocatore             | Presenze | Reti    | Ammonizioni | Espulsioni | Presenze     | Reti         | Ammonizioni  | Espulsioni   | Presenze | Reti     | Ammonizioni | Espulsioni | Presenze | Reti   | Ammonizioni | Espulsioni |
| --------------------- | -------- | ------- | ----------- | ---------- | ------------ | ------------ | ------------ | ------------ | -------- | -------- | ----------- | ---------- | -------- | ------ | ----------- | ---------- |
| L. Belardinelli       | 27       | 2       | 6           | 0          | 1            | 0            | 0            | 0            | 3        | 0        | 1           | 0          | 31       | 2      | 7           | 0          |
| F. Berra              | 19       | 0       | 4           | 0          | 1            | 0            | 0            | 0            | 0        | 0        | 0           | 0          | 20       | 0      | 4           | 0          |
| C. Capone             | 4        | 0       | 0           | 0          | 0            | 0            | 0            | 0            | 0        | 0        | 0           | 0          | 4        | 0      | 0           | 0          |
| M. Carretta           | 19       | 1       | 4           | 0          | 1            | 0            | 0            | 0            | 1        | 0        | 0           | 0          | 21       | 1      | 4           | 0          |
| D. Casiraghi          | 32       | 2       | 5           | 0          | 0            | 0            | 0            | 0            | 2        | 1        | 0           | 0          | 34       | 3      | 5           | 0          |
| A. Celli              | 15       | 0       | 3           | 0          | 0            | 0            | 0            | 0            | 2        | 0        | 0           | 0          | 17       | 0      | 3           | 0          |
| M. Cissé              | 11       | 2       | 1           | 0          | 0            | 0            | 0            | 0            | 1        | 0        | 1           | 0          | 12       | 2      | 2           | 0          |
| G. Crociata           | 5        | 0       | 1           | 0          | 0            | 0            | 0            | 0            | 0        | 0        | 0           | 0          | 5        | 0      | 1           | 0          |
| M. Curto              | 34       | 2       | 6           | 2          | 1            | 0            | 0            | 0            | 3        | 0        | 1           | 0          | 38       | 2      | 7           | 2          |
| S. Davi               | 11       | 0       | 1           | 0          | 0            | 0            | 0            | 0            | 0        | 0        | 0           | 0          | 11       | 0      | 1           | 0          |
| F. De Col             | 36       | 1       | 3           | 0          | 0            | 0            | 0            | 0            | 3        | 0        | 0           | 0          | 39       | 1      | 3           | 0          |
| T. D'Orazio           | 16       | 0       | 2           | 0          | 1            | 0            | 0            | 0            | 0        | 0        | 0           | 0          | 17       | 0      | 2           | 0          |
| L. Fiordilino         | 16       | 0       | 4           | 0          | 0            | 0            | 0            | 0            | 3        | 0        | 0           | 0          | 19       | 0      | 4           | 0          |
| A. Giorgini           | 0        | 0       | 0           | 0          | 0            | 0            | 0            | 0            | 0        | 0        | 0           | 0          | 0        | 0      | 0           | 0          |
| J. Larrivey           | 13       | 1       | 1           | 0          | 0            | 0            | 0            | 0            | 3        | 0        | 0           | 0          | 16       | 1      | 1           | 0          |
| G. Lunetta            | 12       | 0       | 2           | 1          | 0            | 0            | 0            | 0            | 2        | 0        | 0           | 0          | 14       | 0      | 2           | 1          |
| M. Marconi            | 8        | 0       | 1           | 0          | 0            | 0            | 0            | 0            | 0        | 0        | 0           | 0          | 8        | 0      | 1           | 0          |
| A. Masiello           | 31       | 0       | 8           | 0          | 0            | 0            | 0            | 0            | 1        | 0        | 0           | 0          | 32       | 0      | 8           | 0          |
| S. Mawuli             | 1        | 0       | 0           | 0          | 0            | 0            | 0            | 0            | 1        | 0        | 1           | 0          | 2        | 0      | 1           | 0          |
| S. Mazzocchi          | 33       | 3       | 3           | 0          | 1            | 0            | 0            | 0            | 2        | 0        | 1           | 0          | 36       | 3      | 4           | 0          |
| S. Minelli            | 0        | 0       | 0           | 0          | 0            | 0            | 0            | 0            | 0        | 0        | 0           | 0          | 0        | 0      | 0           | 0          |
| H. Nicolussi Caviglia | 17       | 2       | 1           | 0          | 1            | 0            | 0            | 0            | 0        | 0        | 0           | 0          | 18       | 2      | 1           | 0          |
| R. Odogwu             | 37       | 9       | 2           | 0          | 1            | 0            | 0            | 0            | 3        | 0        | 0           | 0          | 41       | 9      | 2           | 0          |
| G. Poluzzi            | 38       | -34     | 3           | 0          | 1            | -3           | 0            | 0            | 3        | -1       | 0           | 0          | 42       | -38    | 3           | 0          |
| M. Pompetti           | 17       | 0       | 4           | 1          | 1            | 0            | 0            | 0            | 0        | 0        | 0           | 0          | 18       | 0      | 4           | 1          |
| M. Rover              | 36       | 5       | 4           | 0          | 1            | 0            | 1            | 0            | 3        | 1        | 0           | 0          | 40       | 6      | 5           | 0          |
| A. Schiavone          | 15       | 0       | 0           | 0          | 0            | 0            | 0            | 0            | 0        | 0        | 0           | 0          | 15       | 0      | 0           | 0          |
| N. Siega              | 14       | 0       | 2           | 0          | 1            | 0            | 0            | 0            | 1        | 0        | 1           | 0          | 16       | 0      | 3           | 0          |
| M. Sprocati           | 0        | 0       | 0           | 0          | 0            | 0            | 0            | 0            | 0        | 0        | 0           | 0          | 0        | 0      | 0           | 0          |
| F. Tait               | 34       | 3       | 5           | 0          | 1            | 0            | 0            | 0            | 3        | 0        | 0           | 0          | 38       | 3      | 5           | 0          |
| K. Vinetot            | 6        | 0       | 0           | 0          | 0            | 0            | 0            | 0            | 3        | 0        | 1           | 0          | 9        | 0      | 1           | 0          |
| D. Voltan             | 1        | 0       | 0           | 0          | 1            | 1            | 0            | 0            | 0        | 0        | 0           | 0          | 2        | 1      | 0           | 0          |
| G. Zaro               | 36       | 5       | 5           | 0          | 1            | 0            | 1            | 0            | 3        | 0        | 0           | 0          | 40       | 5      | 6           | 0          |